# Alexandre Chouvalov

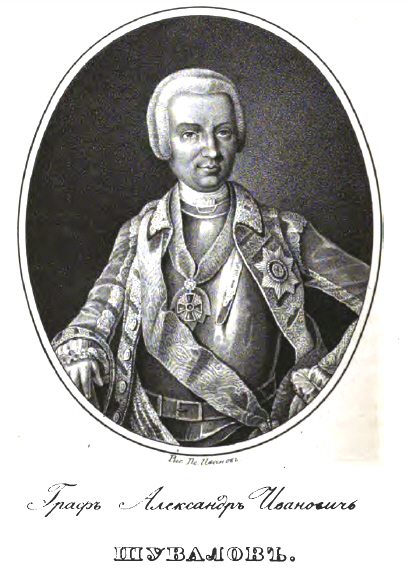
Comte Alexandre I. Chouvalov

Le comte Alexandre Ivanovitch Chouvalov (1710-1771, en russe : Александр Иванович Шувалов) était un homme d'État russe qui, avec son cousin Ivan et surtout son frère Pierre, ministre de l'impératrice Élisabeth, présida aux destinées de l'Empire.
Les frères Chouvalov étaient les fils d'un général qui commanda la forteresse de Vyborg et fut gouverneur d'Arkhangelsk, pendant le règne de la tzarine Anne.
Ils furent très proches de la fille de Pierre le Grand, Élisabeth, lorsqu'elle prit la tête d'un coup d'État pacifique pour monter sur le trône de Russie, en 1741.
Alexandre persuada les membres de la Garde impériale de soutenir le coup d'État. Il fut aussitôt nommé chambellan de la Cour et titré comte, comme son frère, en 1746.
Le comte Chouvalov dirigea pendant de nombreuses années la Chancellerie secrète, sorte de cabinet noir aux pouvoirs de police fort étendus. Il surveilla ses ennemis, en particulier le vice-chancelier Bestoujev-Rioumine et le prince Apraxine.
À la fin du règne d'Élisabeth, les Chouvalov monopolisèrent le pouvoir d'État et éliminèrent leurs rivaux. Ils appuyèrent le futur Pierre III lorsqu'il prit le pouvoir, ce qui leur valut d'être nommés maréchaux, en 1761.
Lorsque la Grande Catherine monta elle-même sur le trône, après l'assassinat de son époux, elle écarta les Chouvalov qu'elle détestait, particulièrement Alexandre, qu'elle accusa dans ses mémoires d'avoir comploté en vue de son assassinat.
Connu pour sa cruauté, le comte avait un tic au visage qui ajoutait à l'antipathie qu'il suscitait.
Le comte Chouvalov se retira dans ses terres et mourut en 1771, laissant une fille, épouse du comte Golovkine.